# Organizzazione
(Gareth Morgan)
Un'organizzazione (dalla lingua greca antica: ὅργανον -organon- strumento) è un gruppo di persone formalmente unite per raggiungere uno o più obiettivi comuni che individualmente riuscirebbero difficilmente a raggiungere.

## Storia
Le organizzazioni si possono distinguere in cinque modelli, corrispondenti a cinque fasi storiche:
1. Panottico (fine XIX secolo inizio XX secolo): fu introdotto in America da Andrew Carnegie nel campo di produzione dell'acciaio e si basa su una piramide gerarchica e di controllo globale di tutte le fasi produzione. Si caratterizza per la produzione in serie di beni, per es. alimentari ed armi;
2. Organizzazione scientifica del lavoro (anni '20-40): gli organismi sono distinti a seconda del miglior impiego possibile nella filiera produttiva e della differenziazione dei beni in base alla categorie istituzionali, es. assicurazione e previdenza;
3. Teoria dei sistemi (anni '50-60): l'organizzazione è decentrata su base territoriale; il limite al modello sistemico è il rischio che alcune unità decentrate diventino inefficaci, quasi come un'organizzazione a due velocità (la progettazione ha successo se non ci sono troppe variazioni sulla domanda);
4. Organizzazione a matrice (anni '70-80): nasce la sperimentazione dei progetti per nuovi prodotti; aumenta la mobilità e la precarietà del lavoro a causa della contingenza di molti progetti; aumentano i conflitti tra gli organismi;
5. Cibernetica (anni '90-00): riesce ad autoregolamentarsi sulla base delle informazioni ricevute attraverso feedback negativi, in grado di monitorare i cambiamenti e implementare le risposte adeguate.

## Descrizione

### Caratteristiche generali
L'organizzazione è lo strumento che stabilizza e specifica il vincolo associativo che lega i gruppi sociali (aggregazioni spontanee o necessarie di individui). Una buona organizzazione predispone in primo luogo le strutture per il soddisfacimento degli interessi sia individuali che collettivi del gruppo sociale.
Dal punto di vista giuridico, l'organizzazione (o meglio i vari modelli organizzativi che danno luogo al plurimorfismo) si esprime soprattutto attraverso attività regolate in via tendenziale dal principio di legalità. La giuridicità dell'organizzazione di una comunità di individui (ad es. lo Stato), solleva anche il problema della titolarità della funzione organizzatrice.

### Principi ed elementi organizzativi
Per definire l'oggetto di studio della ricerca organizzativa occorre formulare tre premesse:
- Le organizzazioni sono formate da diversi elementi con differenti funzioni che contribuiscono singolarmente a formare il processo organizzativo complessivo;
- I sistemi organizzativi sono concepiti sulla base di principi che trovano soddisfazione all'interno così come nell'ambiente esterno;
- I sistemi si basano sull'elaborazione e la generazione di informazioni che permettono alle organizzazioni di apprendere e di svilupparsi.

I principi fondamentali di un'organizzazione includono:
- un carattere strumentale: i processi di perseguimento degli obiettivi organizzativi seguono un iter predeterminato in base alla “razionalità strumentale”;
- la gestione dei conflitti: coincide con il riconoscimento delle norme e della loro immutabilità;
- una piramide gerarchica: gli individui sono esseri razionali che basano le proprie scelte in funzione del feedback affettivo-relazionale. La natura di questi bisogni è descritta tramite una scala di valori che inizia da esigenze fondamentali legate al coinvolgimento emotivo fino a raggiungere valori più complessi quali l'autorealizzazione e le promozioni.

Gli elementi di un'organizzazione sono:
- Attori: persone, animali o cose; si suddividono in staff e line a seconda del ruolo che ricoprono;
- Struttura sociale: rappresentano gli elementi di regolarità dei processi sociali;
  - verticale con un unico responsabile della relazione con l'esterno;
  - orizzontale dove l'omogeneità organizzativa è messa in discussione dalla situazione sociale interna;
- Tecnologie: insieme di mezzi e risorse per la trasformazione degli input in output;
- Fine (mission): rappresentazione degli obiettivi desiderati;
- Ambiente (setting): il contesto in cui l'organizzazione svolge la sua attività e anche l'insieme di elementi esterni che condizionano tale organizzazione.

## Teorie organizzative
Diverse branche delle scienze sociali si occupano sotto diversi aspetti delle organizzazioni: antropologia, sociologia, economia, scienze politiche, psicologia e management. Attraverso la psicologia sociale, ad es., è possibile analizzare i processi di socializzazione “in group” e “outgroup” (la competizione oppure la cooperazione tra associazione di studenti diverse), attraverso l'economia si può comprendere la scelta dell'individuo inteso come consumatore, la scienza politica analizza i nessi tra autorità e funzionamento (qualità del sistema amministrativo), in campo economico l'organizzazione è studiata con riferimento all'azienda dalla branca dell'economia aziendale nota come organizzazione aziendale. 
Qualsiasi approccio a un'organizzazione, dunque, non deve limitarsi a un'unica disciplina ma deve considerare ogni punto di vista. Così differenti approcci determinano anche uno svariato numero di teorie e punti di vista che si occupano di tutto ciò che è pertinente al concetto di organizzazione.
Naturalmente alcune di queste idee e prospettive sono compatibili le une con le altre, mentre altre si contraddicono.

### Teoria sulla burocrazia
L'apparato organizzativo tipico è la burocrazia che assume la sua forma più completa nella società moderna. A tal proposito si suole distinguere tra una razionalità rispetto al valore e una razionalità rispetto allo scopo: se il valore è buono, lo scopo è qualcosa che si prefiggono vari soggetti indipendentemente dal suo valore etico.
La burocrazia non è orientata verso dei valori, con scopi sempre benefici ma può anche essere usata per scopi strumentali, in quanto lo strumento tecnico è superiore a qualsiasi altra amministrazione, cioè rivolta ad esaminare le ragioni per cui un modello è superiore ad altri modelli puri di amministrazione. Se la burocratizzazione è una tendenza generale della società moderna, il potere burocratico ha una particolarità, è acefalo, non ha cioè dentro di sé le direttive supreme di natura politica che guidano le scelte di un paese o di un'organizzazione.
La burocrazia è sempre un apparato al servizio di un potere politico che si può basare su forme di legittimazione carismatica, tradizionale o razionale. Responsabile di un apparato burocratico è il funzionario che segue le direttive di un capo politico, mentre il capo politico muta a seconda delle vicende storiche. Tra capo politico e funzionario si instaura un rapporto complesso e strumentale, poiché i funzionari attuano i programmi dei politici interpretandoli e adattandoli, attenuandoli o ritardandoli.
La burocrazia può anche essere avversa a un Parlamento democraticamente eletto, comportando delle degenerazioni nel funzionamento dello Stato ed impostando un rapporto disfunzionale tra potere politico e potere burocratico.

### Teoria della stratificazione professionale
In seno all'organizzazione burocratica emergono dei gradi di professionalità perché se un lavoro è ricco di contenuti discrezionali e di professionalità, si allunga il periodo di iniziativa personale e l'organizzazione esercita il controllo di merito solo per le decisioni prese. In altre parole, più si sale di livello più diminuiscono i controlli, per es. se un operaio sarà controllato sempre, un direttore lo sarà solo due o tre volte all'anno.
Il modello di organizzazione professionale affonda le radici nella «teoria della stratificazione del lavoro», di tipo piramidale, dove la differenze di posizione nella scala di valori dipendono da cinque tipi di decisioni:
1. Prassi. Si tratta di atti minimi operativi quali la registrazione della prenotazione della visita medica, la vendita dei farmaci, il rilascio delle ricette, ecc.
2. Atti contingenti. Le decisioni si prendono al momento facendo affidamento all'esperienza personale, e non a protocolli o prassi consolidate (per es. un minore che scoppia improvvisamente a piangere e che è consolato da un'infermiera).
3. Atti regolamentati. Si tratta di una serie di comportamenti che sono stati previsti e prescritti in codici particolari (per es. le norme di evacuazione in casi incendio); questo strato implica un medio livello di interazione tra attore e reagente a causa della discrasia tra possibilità normativa e attualità contingente.
4. Pianificazione. Concerne la rilevazione della domanda di beni sul territorio che si manifesta con i dati ricavati dai servizi posti in funzione esplorativa, rientrando più precisamente nell'integrazione informativa, che attualmente ha compiuto passi notevoli in avanti grazie all'ausilio delle risorse informatiche. Dunque non si tratta di decisioni più severe degli strati precedenti, ma si tratta di essere d'aiuto a chi, politici e governi, dovranno prendere decisioni in merito alle risorse da destinare all'organizzazione.
5. Decisione. Tutti gli attori del sistema integrato cercano di fare il possibile affinché i servizi possano soddisfare al meglio la domanda di beni e di bisogni della clientela, di conseguenza è lo Stato che richiede più tempo di negoziato tra le parti e più difficoltà organizzative.

Ulteriori strati possono essere identificati a partire dall'estensione e dalla suddivisione geografica per ogni servizio per il quale si offre la pianificazione, per es. a livello provinciale o nazionale. Questi strati non sono così tanto differenti tra loro in quanto c'è la possibilità che attori diversi si occupino di decisioni relative ad altri livelli, cd. «zooming», per es. l'assessore che fa pressione sui responsabili di azienda affinché si interessino di un appalto, oppure, i regolamenti che presentano situazioni innovative che richiedono decisioni immediate e che aprono a nuove esigenze. Un altro fenomeno è la «fase transizionale» che è la condizione in cui una persona al momento dello zooming è chiamata ad interagire con ambienti nuovi e con conoscenze diverse dalla propria e a percepire questa situazione come un'occasione per migliorare sé stessi. In luogo del progetto l'attore vede coinvolti gli attori in un organo formale per l'integrazione che può assumere due direzioni operative: essere un luogo dove prendere decisioni sull'assegnazione dei fondi e la distribuzione delle risorse oppure un forum dove le parti discutono sui problemi e sulle categorie d'interesse verso le quali occorrono investimenti, che poi saranno compito delle autorità politiche realizzare.

### Teoria delle relazioni umane
Il concetto di organizzazione visto nell'ottica delle relazioni umane, fa sì di porre al centro della suddetta il lato psico-relazionale dell'uomo.
Per meglio comprendere la portata di tale teoria, va premesso che prese piede nel periodo in cui il taylorismo era agli apici della sua applicazione; il paradosso, è che più il taylorismo si diffondeva e si radicava nella vita della società civile, più aumentavano le critiche verso di esso. L'estrema applicazione dello scientific management, pose le basi per situazioni da laboratorio per gli psicologi del tempo, la quale iniziarono studi sulla fatica e la monotonia.
I pionieri delle Relazioni Umane, possono essere identificati nelle figure di Wyatt, Fraser e Stock, che studiarono e rilevarono, come lo schema taylorista non fosse applicabile universalmente. I primi risultati dei loro studi definirono la fatica e la monotonia, non come fattori sconnessi, bensì come sinergici nel portare al risultato di abbassamento della produttività; la fatica non poteva dunque essere definita uguale per ogni uomo, anche in condizioni irreali di uguaglianza di età, forza, sesso. Deve essere tenuto conto anche del lato psico emotivo dell'uomo, in quanto la fatica varierà anche in funzione del suo benessere psicologico (soddisfazione, felicità).
Per quanto riguarda la monotonia, essi rilevarono due situazioni in cui essa poteva essere drasticamente ridotta:
- un particolare lavoro che richieda molta attenzione, che faccia in modo da tenere il lavoratore completamente concentrato;
- un lavoro talmente ripetitivo, facile e svuotato di significato, tale da permettere al lavoratore di evadere mentalmente.

La "Scuola" delle Relazioni Umane, trova tuttavia il proprio riconosciuto mentore, in Elton Mayo. La storia definisce la Teoria delle Relazioni Umane, come "mero lubrificante per gli ingranaggi della macchina Taylorista", in quanto non seppe mai davvero creare un particolare sistema organizzativo. Essa riuscì solamente ad "arrotondare", addolcire, alcuni lati più spigolosi e duri del Taylorismo, lasciandone immutato il funzionamento e le condizioni operaie.
L'ideologia di fondo è l'individuazione di un fattore che fino ad allora non era stato davvero considerato, ossia il fattore umano. L'uomo non è un animale senza coscienza, non è una parte della macchina su cui lavora, l'uomo è un individuo a sé, con la sua soggettività ed unicità. Prendere atto di ciò, significa introdurre una nuova variabile nel modello taylorista, variabile che deve essere controllata e incanalata affinché il sistema possa funzionare regolarmente. Operare sul lato psicologico dell'operaio, cercare di mutare la sua concezione della realtà di fabbrica, offrirgli ascolto e farlo sfogare, potevano far sì di ripiegare in escamotage ben meno costosi che migliorare le condizioni lavorative, il sistema stesso o il mero salario (nonché gli altri fattori).
Altro tema centrale, sono gli aspetti informali delle organizzazioni. La Scuola, sosteneva che un ambiente in cui si fosse formato un clima piacevole e informale, avrebbe favorito la produttività, in quanto citando un commento di Mayo su un esperimento:
"In pratica avvenne che sei individui diventarono una squadra, e la squadra si mise spontaneamente e di tutto cuore a collaborare con l'esperimento. Di conseguenza le operaie avevano il sentimento di una partecipazione libera e senza ripensamenti ed erano contente sapendo che lavoravano senza coercizione dall'alto né limitazione dal basso".
È forse questa l'unica forma di attrito con il Taylorismo. Concepire che un'organizzazione informale potesse rientrare nella ferrea e scientifica maglia della organizzazione formale Taylorista, addirittura favorendola, poneva le RU in contrasto con il Taylorismo, in quanto per far sì che tale ambiente si creasse, si sarebbe dovuti passare dal lavoro di linea, al lavoro di gruppo, contraddicendo i principi base di Taylor.

### Teoria istituzionale
L'approccio istituzionalista va oltre il rapporto soggetti-organizzazioni perché sottolinea l'importanza delle grandi istituzioni nel condizionare i comportamenti umani. Tale scuola di pensiero, presente nelle scienze economiche, politiche e sociali, rifiuta di vedere la società come un aggregato di individui orientati a massimizzare le proprie utilità secondo criteri di razionalità sia pure limitata e pone in primo piano i condizionamenti di carattere materiale e simboliche che istituzioni storiche (Stato, Chiesa. ecc.) esercitano sugli orientamenti e sui comportamenti umani. L'istituzionalismo si differenzia da:
1. correnti razionaliste che spiegano i comportamenti umani in base a principi universali astratti della natura umana.
2. visione riduttiva dell'ambiente come insieme di fattori produttivi dotati di maggiore o minore turbolenza.

Per l'istituzionalismo sono le istituzioni a plasmare la mappa mentale degli individui nei loro aspetti cognitivi e normativi, a suggerire sia i modi di agire che di conoscere, interpretare il mondo. L'istituzionalismo, ha avuto un particolare sviluppo nello studio delle organizzazioni, ha avuto due fasi, una tra gli anni quaranta e sessanta e l'altra dagli anni settanta ad oggi. Tratto comune tra le due è quello di spiegare sia l'ordine che i mutamenti nelle organizzazioni risalendo al più ampio quadro istituzionale inteso come ambiente sociale e culturale.

### Teoria della disorganizzazione
Siccome i bisogni sociali esulano dalla sola logica dell'efficienza economica e amministrativa, gruppi di individui danno vita a un complesso sistema di norme informali, rituali e cricche. All'interno di questa cornice si pone il termine "recalcitranza" per indicare la naturale avversione dell'essere umano all'assimilazione dell'organizzazione intesa come strumentalizzazione dei propri membri. Questa avversione è tale da indurre il soggetto a crearsi delle nicchie per sfuggire al controllo dell'organizzazione. In questo senso cessa la funzione integrativa delle regole assumendo solo quella sanzionatoria.
Anche per questo motivo, a causa della personalizzazione delle norme, si rafforza la dimensione burocratica dell'organizzazione intesa come confronto e delle relazioni in termini di potere e subordinazione. Ciò significa che i membri cessano di avere un ruolo attivo poiché la vita associativa è realizzata a partire dalla capacità da ogni membro di tessere una rete di relazioni volta a difendere i confini della propria nicchia in positivo (tutte le prescrizioni sul personale tendono a ridurre le relazioni interpersonali rendendo possibile un comportamento indolente) o in negativo (le norme legittimano le posizioni delle cariche elettive ma allo stesso tempo limitano il potere di questi).

### Modello AGIL
Una variante della teoria dei sistemi applicata alle organizzazioni è l'istituzionalismo di Talcott Parsons e Smelser che cercarono di indagare sulle cause di formazione ed estinzione dei sistemi, a tal proposito introdussero il sistema AGIL dove la prima cella rappresenta l'adattamento e l'equilibrio raggiunto in base al confronto tra mini e macro-ambiente, la seconda cella rappresenta la determinazione e il perseguimento di determinati obiettivi (goal), la terza cella indica l'area della latenza cioè l'insieme e di valori culturali e motivazioni che determinano la sopravvivenza dell'organizzazione. Il limite al modello AGIL è che presume un'adesione iniziale dei membri e degli attori sociali al sistema di norme e valori organizzativi, mentre ciò non è assolutamente scontato nelle istituzioni coercitive, quindi tale modello non si presta all'analisi organizzativa dell'amministrazione penitenziaria.

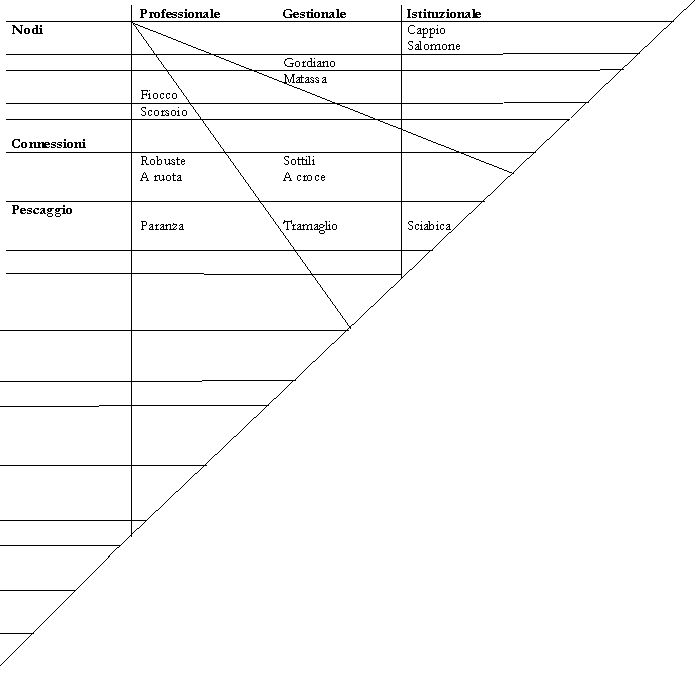
Modello di rete

### Modello di rete
Il discorso sulle organizzazioni si complica in maniera parossistica nelle caratteristiche e nel funzionamento dei sistemi, dove è possibile utilizzare una serie di metafore sottese alla metodologia di rete dove per "nodi" si indicano i tipi di attori coinvolti, invece le "connessioni" si riferiscono ai momenti in cui avviene lo scambio relazionale tra gli attori, infine per “pescaggio” si intende il bacino di utenza che, in questo caso, è simbolizzato dal prodotto ittico.
La figura mostra i nodi che possono assumere le entità pubbliche, quali i municipi, o private, quali le cooperative sociali. A seconda del tipo di reti può esistere un modello determinante oppure marginale. Nelle reti a croce, ad es., tutte le connessioni sono concatenate verso il nodo centrale che è, dunque, congestionato: ciò permette una maggiore alacrità nell'esecuzione del compito ma, nel lungo termine, può sfilacciare e affaticare la rete. Nelle reti a ruota, invece, la prosecuzione di un obiettivo nonché l'efficacia sono sacrificate in favore della democrazia e della partecipazione.
Il tipo di nodi può condizionare l'intensità della comunicazione. Un cappio rappresenta un attore dominante che si rapporta in maniera inusitata verso altri nodi fino a soffocarli al proprio interno (per es. ASL), può essere un fiocco, cioè un doppio nodo teso a rinforzare il primo (per es. diagnosi e riabilitazione), può essere un «nodo di Salomone» del quale non si riesce a trovare il capo, per es. in alcune cooperative il responsabile è latente, può essere un «nodo gordiano» dove si riescono a malapena a scorgere le estremità, per es. in alcuni enti conta solo il responsabile nonostante gli operatori, può essere una «matassa» imbrigliata di fili e nodi, può essere un «nodo scorsoio» cioè tanto ben organizzato da essere già dinamico di per sé.
Le connessioni possono essere formali o informali a seconda della natura delle informazioni scambiate, oppure possono essere "sottili", in caso di tensioni, o "robuste" quando il feedback è tempestivo ed esaustivo. Il pescaggio, ovvero la dimensione della rete, dipende dalla quantità di nodi da una parte e dalla quantità di utenti che sostengono la domanda socio-sanitaria. L'organizzazione della rete deve comunque lasciare la libertà di scelta dell'utente, in questo senso si dice che il pescaggio ha una qualità razionale, cioè che prelude a una scelta, e non teleologica. Più la rete si estende verso il globale più la scelta degli obiettivi è speculare, al contrario più si restringe al locale più la pianificazione è pragmatica.
La qualità della rete dunque si misura in relazione a ogni elemento descritto e in funzione degli obiettivi prefissati: una sciabica cioè una rete per bassi fondali per scopi immediati senza rischio, per es. una serie di indirizzi per poi demandare gli enti locale al loro completamento, un tramaglio di tipo a strascico per grandi pescaggi, più rischioso dunque, ma altrettanto produttivo, una paranza che agisce di concerto con più forze motrici.

### Altri modelli
Recentemente sono emerse organizzazioni miste basate su un modello «project-based organization» (lett. F) cd. «spaghetti organization» dove manca il riferimento a livello funzionale e dove i progetti seguono ognuno percorsi propri ed indipendenti, anche se, per certi aspetti, ne è garantita l'efficacia, subentrando ben pochi mutamenti sul territorio venendo a mancare l'ambito privilegiato di integrazione.

## Prospettive sulle organizzazioni
A causa delle recenti crisi economiche, emerge un quadro di enorme incertezza sul presente e sul divenire. Si tratta cioè di considerare un modo di prendere decisioni non più lineare e teleologico bensì che lascia spazio al l'ambiguità ed alla flessibilità. La dimensione da raggiungere, dunque, non è più quella di tipo tradizionale dettata dalla fiducia passiva al livello superiore ed alla norma, quanto piuttosto un processo di apprendimento e di comprensione dei comportamenti individuali dettati dai limiti della propria razionalità. È impossibile infatti eliminare le incertezze perché si tratta di valori che permettono il mutamento dell'organizzazione. La proposta dei mass media è di creare un'economia dell'attenzione in modo da estendere i limiti della razionalità per ogni membro dell'organizzazione, vale a dire creare un processo di coinvolgimento globale che metta in discussione il tradizionale modello gerarchico in favore di un punto di vista orizzontale o meglio basato sulla partecipazione al processo decisionale di tutti gli attori organizzativi.

## Sistemi di gestione
Nell'ambito della normazione ISO e della certificazione dei sistemi di gestione (ad esempio ISO 9000) si utilizza il termine organizzazione per significare il soggetto che implementa tali sistemi. Pertanto, l'organizzazione può concretamente essere: impresa, azienda, gruppo societario, società, ente pubblico, divisione, studio professionale, associazione, confederazione, fondazione. In questo contesto, pertanto, organizzazione ha un'accezione ben più ampia di "organizzazione" in senso stretto (le funzioni, i loro livelli e collegamenti, le responsabilità dei ruoli, le regole di governo, l'articolazione dimensionale, ecc.).